# Atletica leggera ai IX Giochi della Francofonia
Le competizioni di atletica leggera dei IX Giochi della Francofonia si sono svolte dal 31 luglio al 4 agosto 2023 allo Stadio dei martiri della Pentecoste di Kinshasa, in Repubblica Democratica del Congo.

## Podi

### Uomini
| Specialità | Oro                                                                                  | Prestazione | Argento                                                                   | Prestazione | Bronzo                                                                    | Prestazione |
| Corse piane |                                                                                      |             |                                                                           |             |                                                                           |             |
| 100 m piani (dettagli) (vento:+0.9m/s) | Emmanuel Eseme                                                                       | 10"04       | Mamadou Fall Sarr                                                         | 10"17       | Arthur Cissé                                                              | 10"24       |
| 200 m piani (dettagli) (vento: -0.3m/s) | Cheickna Traore                                                                      | 20"37       | Fodé Sissoko                                                              | 20"62       | Guy Maganga                                                               | 20"64       |
| 400 m piani (dettagli) | Cheikh Tidiane Diouf                                                                 | 45"78       | Hamza Dair                                                                | 46"07       | Rachid Mhamdi                                                             | 46"26       |
| 800 m piani (dettagli) | Oussama El Bouchayby                                                                 | 1'47"74     | Mostafa Smaili                                                            | 1'47"76     | Oussama Nabil                                                             | 1'48"18     |
| 1500 m piani (dettagli) | Hicham Akankam                                                                       | 3'41"08     | Hafid Rizky                                                               | 3'41"89     | Abdo-Razak Hassan                                                         | 3'42"08     |
| 5000 m piani (dettagli) | Mohamed Ismail Ibrahim                                                               | 13'22"44    | Hicham Akankam                                                            | 13'29"86    | Emile Hafashimana                                                         | 13'31"11    |
| 10000 m piani (dettagli) | Mumin Gala                                                                           | 28'47"15    | Jamal Abdi Dirieh                                                         | 28'50"31    | Mouhcine Outalha                                                          | 28'55"48    |
| Corse a ostacoli |                                                                                      |             |                                                                           |             |                                                                           |             |
| 110 m hs (dettagli) (vento: +0.7m/s) | Louis François Mendy                                                                 | 13"38       | Saguirou Badamassi                                                        | 13"67       | Richard Diawara                                                           | 13"69       |
| 400 m hs (dettagli) | Saad Hinti                                                                           | 49"32       | Ousmane Sidibé                                                            | 49"58       | Bienvenu Sawadogo                                                         | 50"34       |
| 3000 m siepi (dettagli) | Mohamed Ismail Ibrahim                                                               | 8'55"36     | Mohammed Tindoufti                                                        | 8'55"37     | Salaheddine Ben Yazide                                                    | 9'03"86     |
| Prove su strada |                                                                                      |             |                                                                           |             |                                                                           |             |
| Mezza maratona (dettagli) | Mumin Gala                                                                           | 1h02'48"    | Mouhcine Outalha                                                          | 1h03'00"    | Jamal Abdi Dirieh                                                         | 1h03'32"    |
| Marcia 20 km (dettagli) | Ionuț Vasilică Pleșu                                                                 | 1h39'11"    | Sand Endry Muteb                                                          | 1h53'52"    | Kazadi Alain Mbayo                                                        | 2h24'45"    |
| Salti |                                                                                      |             |                                                                           |             |                                                                           |             |
| Salto in alto (dettagli) | Joseph Dezardin Prosper                                                              | 2,15 m      | Fredy Kevin Oyono                                                         | 2,05 m      | Daniel Nsue                                                               | 2,00 m      |
| Salto in lungo (dettagli) | Appolinaire Yimra                                                                    | 7,99 m      | Fredy Kevin Oyono                                                         | 7,84 m      | Raymond Nkwemy Tchomfa                                                    | 7,83 m      |
| Salto triplo (dettagli) | Hugues Fabrice Zango                                                                 | 17,11 m     | Amath Faye                                                                | 16,61 m     | Lewon Aġasyan                                                             | 16,40 m     |
| Lanci |                                                                                      |             |                                                                           |             |                                                                           |             |
| Getto del peso (dettagli) | Marius Constantin Musteață                                                           | 19,56 m     | Muhamet Ramadani                                                          | 18,36 m     | Bernard Baptiste                                                          | 18,02 m     |
| Lancio del disco (dettagli) | Alin Firfirică                                                                       | 64,39 m     | Christopher Sophie                                                        | 59,78 m     | Marius Constantin Musteață                                                | 51,25 m     |
| Lancio del martello (dettagli) | Jean Ian Carre                                                                       | 52,50 m     | Romeo Manzila Mahambou                                                    | 30,76 m     | Nyandwe Gedeon Kalonda                                                    | 28,18 m     |
| Lancio del giavellotto (dettagli) | Alexandru Novac                                                                      | 84,75 m     | Denis Adrian Both                                                         | 71,89 m     | Prince Yannick Kibaya                                                     | 65,86 m     |
| Prove multiple |                                                                                      |             |                                                                           |             |                                                                           |             |
| Decathlon (dettagli) | Daniel Malach                                                                        | 7369 pt     | Nino Portmann                                                             | 7329 pt     | Joel Tshikamba                                                            | 5576 pt     |
| Staffette |                                                                                      |             |                                                                           |             |                                                                           |             |
| Staffetta 4×100 m (dettagli) | Costa d'Avorio Gnamien Nehemie N'goran Ibrahim Diomande Cheickna Traore Arthur Cissé | 39"32       | Senegal Lamine Diallo Mamadou Fall Sarr Omar Ndoye Louis François Mendy   | 39"66       | Mauritius Orphee Topize Jonathan Bardotier Noah Bibi Joshan Vencatasamy   | 39"71       |
| Staffetta 4×400 m (dettagli) | Marocco Rachid Mhamdi Aymane El Haddaoui Saad Hinti Hamza Dair                       | 3'03"44     | Senegal Frederick Mendy Ousmane Sidibé Lamine Diallo Cheikh Tidiane Diouf | 3'03"66     | Libano Noureddine Hadid Marc Anthony Ibrahim Ali Mourtada Mohamad Mortada | 3'11"74     |
| record mondiale; record mondiale stagionale; record africano; record asiatico; record europeo; record nord-centroamericano e caraibico; record sudamericano; record oceaniano; record dei campionati; record nazionale; record personale; record personale stagionale. |                                                                                      |             |                                                                           |             |                                                                           |             |

### Donne
| Specialità | Oro                                                                                 | Prestazione | Argento                                                                                           | Prestazione | Bronzo                                                                                   | Prestazione |
| Corse piane |                                                                                     |             |                                                                                                   |             |                                                                                          |             |
| 100 m piani (dettagli) (vento:-1,0m/s) | Maboundou Koné                                                                      | 11"24       | Jessika Gbai                                                                                      | 11"38       | Natacha Ngoye Akamabi                                                                    | 11"44       |
| 200 m piani (dettagli) (vento: -0.7m/s) | Jessika Gbai                                                                        | 22"43       | Maboundou Koné                                                                                    | 22"53       | Sara El Hachimi                                                                          | 23"22       |
| 400 m piani (dettagli) | Sara El Hachimi                                                                     | 52"62       | Sita Sibiri                                                                                       | 53"13       | Samira Awal                                                                              | 53"39       |
| 800 m piani (dettagli) | Assia Raziki                                                                        | 2'09"45     | Soukaina Hajji                                                                                    | 2'09"67     | Cristina Daniela Balan                                                                   | 2'10"28     |
| 1500 m piani (dettagli) | Wafa Zaroual                                                                        | 4'44"55     | Soukaina Hajji                                                                                    | 4'44"98     | Rababe Arafi                                                                             | 4'45"42     |
| 5000 m piani (dettagli) | Rahma Tahiri                                                                        | 15'56"71    | Kaoutar Farkoussi                                                                                 | 15'57"91    | Soukaina Atanane                                                                         | 16'05"34    |
| 10000 m piani (dettagli) | Soukaina Atanane                                                                    | 33'01"25    | Kaoutar Farkoussi                                                                                 | 33'11"67    | Samia Hassan Nour                                                                        | 33'21"50    |
| Corse a ostacoli |                                                                                     |             |                                                                                                   |             |                                                                                          |             |
| 100 m hs (dettagli) (vento: +0.7m/s) | Sidonie Fiadanantsoa                                                                | 13"01       | Anamaria Nesteriuc                                                                                | 13"20       | Larissa Bertényi                                                                         | 13"58       |
| 400 m hs (dettagli) | Noura Ennadi                                                                        | 55"17       | Linda Angounou                                                                                    | 56"68       | Sita Sibiri                                                                              | 58"04       |
| 3000 m siepi (dettagli) | Ikram Ouaaziz                                                                       | 9'52"74     | Gresa Bakraqi                                                                                     | 10'48"25    | Nzabava Clarisse Asifiwe                                                                 | 12'11"53    |
| Prove su strada |                                                                                     |             |                                                                                                   |             |                                                                                          |             |
| Mezza maratona (dettagli) | Rahma Tahiri                                                                        | 1h13'23"    | Hanane Qallouj                                                                                    | 1h13'46"    | Selina Ummel                                                                             | 1h17'08"    |
| Marcia 20 km (dettagli) | Mihaela Popa                                                                        | 1h47'36"    | Beatrice Hamidou Tayki'oo                                                                         | 1h54'35"    | Gracia Ladisa                                                                            | 2h04'54"    |
| Salti |                                                                                     |             |                                                                                                   |             |                                                                                          |             |
| Salto in alto (dettagli) | Fatoumata Balley                                                                    | 1,76 m      | Federica Gabriela Apostol                                                                         | 1,73 m      | Ghizlane Siba                                                                            | 1,73 m      |
| Salto in lungo (dettagli) | Marthe Koala                                                                        | 6,96 m      | Yousra Lajdoud                                                                                    | 6,55 m      | Véronique Kossenda Rey                                                                   | 6,42 m      |
| Salto triplo (dettagli) | Saly Sarr                                                                           | 14,00 m     | Véronique Kossenda Rey                                                                            | 13,97 m     | Diana Ana Maria Ion                                                                      | 13,94 m     |
| Lanci |                                                                                     |             |                                                                                                   |             |                                                                                          |             |
| Getto del peso (dettagli) | Frédéric Lemongo Nkoulou                                                            | 14,99 m     | Nora Monie                                                                                        | 14,74 m     | Nassira Koné                                                                             | 12,26 m     |
| Lancio del disco (dettagli) | Nora Monie                                                                          | 57,81 m     | Yelena Mokoka                                                                                     | 53,85 m     | Andreea Iuliana Lungu                                                                    | 51,01 m     |
| Lancio del martello (dettagli) | Bianca Ghelber                                                                      | 73,20 m     | Juliane Clair                                                                                     | 53,45 m     | Exaucee Koussalouka                                                                      | 45,81 m     |
| Lancio del giavellotto (dettagli) | Selma Rosun                                                                         | 47,91 m     | Vanessa Colin                                                                                     | 45,38 m     | Rosie Mulambavu                                                                          | 39,30 m     |
| Staffette |                                                                                     |             |                                                                                                   |             |                                                                                          |             |
| Staffetta 4×100 m (dettagli) | Camerun Stéphanie Njuh Nstella Linda Angounou Irene Bell Bonong Herverge Kole Etame | 44"78       | Rep. del Congo Marcelle Bouele Bondo Elodie Malessara Patrone Kouvoutoukila Natacha Ngoye Akamabi | 45"49       | Romania Cristina Daniela Balan Maria Bisericescu Anamaria Nesteriuc Marina Andreea Baboi | 45"56       |
| Staffetta 4×400 m (dettagli) | Marocco Salma Lehlali Assia Raziki Sara El Hachimi Noura Ennadi                     | 3'33"89     | Camerun Irene Bell Bonong Adèle Mafogang Herverge Kole Etame Linda Angounou                       | 3'40"84     | Romania Marina Andreea Baboi Lenuta Simiuc Anamaria Nesteriuc Cristina Daniela Balan     | 3'45"57     |
| record mondiale; record mondiale stagionale; record africano; record asiatico; record europeo; record nord-centroamericano e caraibico; record sudamericano; record oceaniano; record dei campionati; record nazionale; record personale; record personale stagionale. |                                                                                     |             |                                                                                                   |             |                                                                                          |             |

## Medagliere
| Posiz. | Nazione            | Oro | Argento | Bronzo | Totale |
| ------ | ------------------ | --- | ------- | ------ | ------ |
| 1      | Marocco            | 17  | 14      | 11     | 42     |
| 2      | Romania            | 6   | 3       | 6      | 15     |
| 3      | Camerun            | 5   | 8       | 3      | 16     |
| 4      | Mauritius          | 4   | 3       | 2      | 9      |
| 5      | Costa d'Avorio     | 4   | 2       | 1      | 7      |
| 6      | Gibuti             | 4   | 1       | 3      | 8      |
| 7      | Burkina Faso       | 4   | 1       | 2      | 7      |
| 8      | Senegal            | 3   | 5       | 0      | 8      |
| 9      | Niger              | 1   | 4       | 2      | 7      |
| 10     | Ciad               | 1   | 2       | 1      | 4      |
| 11     | Svizzera           | 1   | 1       | 2      | 4      |
| 12     | Libano             | 1   | 0       | 1      | 2      |
| 13     | Guinea             | 1   | 0       | 0      | 1      |
| 13     | Madagascar         | 1   | 0       | 0      | 1      |
| 15     | RD del Congo       | 0   | 3       | 8      | 11     |
| 16     | Rep. del Congo     | 0   | 3       | 3      | 6      |
| 17     | Kosovo             | 0   | 2       | 0      | 2      |
| 18     | Mali               | 0   | 1       | 2      | 3      |
| 19     | Armenia            | 0   | 0       | 1      | 1      |
| 19     | Benin              | 0   | 0       | 1      | 1      |
| 19     | Burundi            | 0   | 0       | 1      | 1      |
| 19     | Gabon              | 0   | 0       | 1      | 1      |
| 19     | Guinea Equatoriale | 0   | 0       | 1      | 1      |
| Totale | Totale             | 53  | 53      | 52     | 158    |